# Даріуш Вош
Даріуш Вош (нім. Dariusz Wosz, нар. 8 червня 1969, Пекари-Шльонські) — німецький футболіст польського походження, що грав на позиції півзахисника. По завершенні ігрової кар'єри — тренер.
Більшу частину своєї кар'єри він був гравцем «Бохума», в кольорах якого зіграв загалом 346 матчів і забив 41 гол у чемпіонаті. Після закінчення своєї ігрової кар'єри в 2007 році, став працювати тренером у «Бохумі». Виступав також за національну збірну Німеччини та НДР.

## Клубна кар'єра
Народився 8 червня 1969 року в місті Пекари-Шльонські в Польщі. У 1979 році, у віці 10 років, він переїхав з батьками до НДР у місто Галле, де жив дядько Даріуша. Там юнак і почав грати у футбол в місцевому «Моторі» в 1980 році. Після року перебування у цій команді він перейшов в «Емпор», а в 1984 році приєднався до молодіжної команди «Галлешера».
Два роки по тому він став гравцем першої команди, що в сезоні 1986/87, в якому Даріуш зіграв лише один матч, виграла другий дивізіон і вийшла до Оберліги НДР, вищого дивізіону країни. Під час наступних чотирьох сезонів він взяв участь у 93 іграх клубу, забивши 15 голів, перед тим, як у 1991 році чемпіонат НДР було об'єднано з Бундеслігою у зв'язку з об'єднанням Німеччини.
На сезоні 1991/92 «Галлешер» був включений до Другої Бундесліги об'єднаного чемпіонату, де Даріуш зіграв 22 матчі і забив 5 голів, але ще по ходу сезону перейшов до «Бохума». У новій команді Вош став одним із лідерів і у статусі капітана привів клуб до найвищого досягнення в історії: третього раунду Кубка УЄФА 1997/98, де «Бохум» програв амстердамському «Аяксу» із загальним рахунком 4:6.
Влітку 1998 року Вош перейшов до столичної «Герти». Після трьох вдалих сезонів, включаючи участь в Лізі чемпіонів, де він забив переможний гол проти «Мілану» (1:0), Вош повернувся в «Бохум», де допоміг клубу кваліфікуватися в Кубок УЄФА 2004/05. У сезоні 2006/07 Вош зіграв лише один матч, вийшовши на заміну Звєздану Мисимовичу на 70 хвилині в матчі проти менхенгладбахської «Боруссії» і на 82 хвилині забивши свій останній гол у Бундеслізі.
8 вересня 2007 року відбувся прощальний матч Даріуша Воша, в якому взяли участь «Бохум» і команда старих друзів Воша. Матч закінчився перемогою «Бохума» з рахунком 12:8, 2 голи з яких забив Вош, що зіграв тоді за обидві команди. Даріуш Вош є єдиним гравцем в історії «Бохума», який провів прощальний матч.

## Виступи за збірні
1987 року у складі юнацької збірної НДР (U-20) став бронзовим призером молодіжного чемпіонату світу в Чилі, де зіграв у 5 іграх і забив два голи.
22 березня 1989 року дебютував в офіційних іграх у складі національної збірної НДР в товариському матчі проти збірної Фінляндії, який проходив у Дрездені і закінчився з рахунком 1:1. 12 вересня 1990 року він зіграв свій сьомий і останній матч за збірну НДР, в Брюсселі з рахунком 2:0 була обіграна збірна Бельгії. Ця гра стала останнім офіційним матчем в історії збірної НДР.
Втративши свою національну збірну, Вош виявив бажання виступати за збірну своєї батьківщини, Польщі, в чому був зацікавлений і головний тренер поляків Генрик Апостел. Втім ФІФА не дозволила Даріушу виступати за Польщу. Натомість завдяки гарній грі за «Бохум», Даріуш Вош був вперше викликаний до складу збірної Німеччини в 1996 році її тодішнім менеджером Берті Фогтсом. У жовтні того року Вош опинився в заявці на матч проти Вірменії, хоча і не дебютував. 26 лютого 1997 року він дебютував за збірну Німеччини у матчі проти збірної Ізраїлю, який завершився перемогою німців з рахунком 1:0 і де Вош забив переможний гол.
Однак він не зміг завоювати постійне місце в німецькій команді і на чемпіонат світу 1998 року у Франції не потрапив. Сам турнір виявився невдалим для німців, через що по його завершення Фогтса замінив Еріх Ріббек на посаді головного тренера національної команди, який більше довіряв Даріушу. Під його керівництвом Вош у складі збірної був учасником розіграшу Кубка конфедерацій 1999 року у Мексиці. Цей турнір несподівано закінчився для німецької команди на груповому етапі, а Даріуш зіграв у всіх трьох матчах цього етапу.
Наступного року Вош був включений до складу збірної на чемпіонаті Європи 2000 року у Бельгії та Нідерландах, де не зіграв у жодному матчі, а Німеччина знову сенсаційно не вийшла з групи, після чого Ріббека було звільнено і Вош знову втратив місце у збірній. Остання гра Воша за збірну Німеччини відбулася 15 листопада 2000 року в Копенгагені проти збірної Данії, яка обіграла гостей з рахунком 2:1. Всього протягом кар'єри у національній команді Німеччини, провів у її формі 17 матчів, забивши 1 гол.

## Кар'єра тренера
Після закінчення ігрової кар'єри у 2007 році Вош став працівником клубної системи «Бохума», спочатку ставши тренером молодіжної команди до 19 років, а в 2009 році — помічником головного тренера першої команди.
29 квітня 2010 року його було призначено в. о. головного тренера «Бохума», замінивши звільненого Гайко Геррліха. Даріушу не вдалось врятувати команду від вильоту до Другої Бундесліги і по завершенні сезону він повернувся на роботи помічника в штабі нового головного тренера Фрідгельма Функеля.
З 2013 року по сезону керував другою та молодіжною командою «Бохума», після чого став технічним директором клубу.